# Хоанг Суан Вињ
Хоанг Суан Вињ (Ханој, 6. октобар 1974), је вијетнамски спортиста који се такмичи у стрељаштву. На Олимпијским играма у Рио де Жанеиру освојио је златну медаљу у дисциплини ваздушни пиштољ што је прва златна медаља за Вијетнам у историји. На истим играма дошао је и до сребра у малокалибарском пиштољу, у дисциплини у кокој је пре четири године у Лондону заузео је четврто место.